# Enrique Peña Nieto
Enrique Peña Nieto és un polític i advocat mexicà. Va ser el governador de l'Estat de Mèxic durant el període 2005 - 2011, i President de Mèxic pel Partit Revolucionari Institucional (PRI) en coalició amb el Partit Verd Ecologista de Mèxic (PVEM) entre 2012 i 2018.

## Inicis
Nascut al Atlacomulco, va estudiar a la Universitat Panamericana i un mestratge a l'Institut Tecnològic i d'Estudis Superiors de Monterrey. El 1984 es va afiliar al Partit Revolucionari Institucional, de 1985 a 1986 va formar part del despatx jurídic Laffan Muse i Kaye, i va col·laborar en la Corporación Industrial San Luis. Després va exercir del 1986 al 1988 a la Notaria Pública número 96 del Districte Federal com a part de l'equip del llicenciat Fausto Rico Álvarez, on va exercir la seva professió de forma independent. Mentrestant, participava en les seves primeres activitats polítiques.
El 1993 es va casar amb la seva primera esposa Mónica Pretelini amb qui tingué tres fills, de qui va enviduar el 2007 a causa d'una arrítmia cardíaca ocasionada per una crisi epilèptica.
El 2003, Peña Nieto va ser nominat candidat a diputat local per a la LV Legislatura del Congrés de l'Estat de Mèxic pel Districte XIII, amb capçalera en Atlacomulco. Entre el setembre de 2003 i el setembre de 2004 va ser coordinador del grup parlamentari del Partit Revolucionari Institucional en la LV Legislatura a la Cambra de Diputats de l'Estat de Mèxic, presidint la Junta de Coordinació Política del Congrés Local. Enrique Peña Nieto va ser governador del seu estat natal de 2005 a 2011.
Peña Nieto va basar la seva gestió al capdavant del govern de l'Estat de Mèxic en el compliment dels compromisos adquirits en campanya. En total va signar 608 compromisos davant notari públic, que va complir durant els 6 anys de govern, a través de més de 790 obres i 63 accions de govern.
El 2008 Peña va anunciar públicament en un programa de televisió la seva relació amb l'actriu Angélica Rivera. El 27 novembre 2010 van contraure núpcies a la Catedral de Toluca.
El 27 novembre 2011 Peña va anar a la seu nacional del PRI, per lliurar la documentació i rebre la constància que el va acreditar com a pre-candidat de Partit Revolucionari Institucional, amb vista a les eleccions presidencials del 2012. En no presentar-se altres pre-candidats en el procés, el 17 de desembre va rebre la constància com a candidat únic del Partit Revolucionari Institucional. El 12 març 2012 va protestar formalment com a candidat del PRI per a l'elecció de 2012, en aliança amb el PVEM, i en els primers minuts del dia 30 de març va iniciar la seva campanya en un esdeveniment massiu organitzat a Guadalajara (Mèxic).

## President de Mèxic
En les Eleccions federals de Mèxic de 2012 va guanyar amb el 38,21% dels vots contra el 31,59% de Andrés Manuel López Obrador. El retorn del PRI al poder s'aconseguí per una millor organització de partit, un candidat telegènic, dotze anys de governs del PAN que no van complir amb les expectatives de la societat en ocupació i seguretat, i la nostàlgia d'un temps passat en què el PRI garantia l'ordre i l'autoritat d'un Estat protector.
Durant els seus primers quatre anys com a president, Peña Nieto va liderar la política de ruptura dels monopolis, va liberalitzar el sector energètic de Mèxic, va reformar l'educació pública i va modernitzar la regulació financera del país, però el bloqueig polític i les acusacions de biaix mediàtic van empitjorar gradualment la corrupció, la delinqüència i el tràfic de drogues a Mèxic. Va instaurar el Pacte multilateral per a Mèxic, que va calmar els combats entre partits i va conduir a augmentar la legislació en tot l'espectre polític. La caiguda mundial dels preus del petroli i la desacceleració econòmica de la dècada del 2010 van fer que les seves reformes econòmiques tinguessin un èxit moderat, cosa que va reduir seu el suport. La seva gestió del segrest massiu d'Iguala el 2014 i la fugida del narcotràfic Joaquín "El Chapo" Guzmán de la presó d'Altiplano el 2015 va provocar crítiques internacionals. El mateix Guzmán afirma haver subornat Peña Nieto durant el seu judici.
Amb el gir proteccionista imposat per Donald Trump, el nou president dels Estats Units des de 2017, especialment en els sectors de l'automoció i l'agropecuari. L'Àrea de Lliure Comerç d'Amèrica del Nord es va renegociar i el 30 de novembre de 2018 fou signat l'Acord Estats Units-Mèxic-Canadà per Donald Trump, Enrique Peña Nieto, i el primer ministre del Canadà, Justin Trudeau. El 10 de desembre de 2019 es va modificar el protocol i va entrar en vigor l'1 de juliol de 2020.

## Acusacions de corrupció
En agost de 2020 fou acusat per l'exdirector de Pemex Emilio Lozoya d'usar diner de suborns procedents de l'Operació Lava Jato durant la campanya electoral i el seu govern.